# Pheloconus orchestoides
Pheloconus orchestoides – gatunek chrząszcza z rodziny ryjkowcowatych.

## Zasięg występowania
Ameryka Południowa, występuje w Boliwii, Brazylii, Ekwadorze oraz Peru.